# 90'鬧Now
《90'鬧Now》是臺灣女子團體BY2的第四張錄音室專輯，也是第四張演唱專輯，於2011年10月12日發行。

## 曲目
| 曲序 | 曲名       | 作詞           | 作曲                  | 備註 |
| 01   | 有沒有     | Dr.Moon        | Doreen Kho            |      |
| 02   | 不是故意   | 林怡鳳         | 劉永輝                |      |
| 03   | 一樣愛著你 | 張鉥璇         | 張鉥璇                |      |
| 04   | 白兔兒乖乖 | 潘振聲 Dr.Moon | 潘振聲 劉永輝 Dr.Moon |      |
| 05   | 有你我不怕 | Miko           | Miko                  |      |
| 06   | 看不見     | 林怡鳳         | 劉永輝                |      |
| 07   | 早安男孩   | 陳穎見 林怡鳳  | 陳穎見                |      |
| 08   | 我不想Know | Yumi           | Yumi                  |      |
| 09   | 紅蜻蜓     | 李子恆         | 長鄭剛                |      |
| 10   | 鬧鬧NOW    | Dr.Moon        | Dr.Moon               |      |

## 版本
- 2011年9月20日 90'鬧Now【預購版】CD+鬧Now炫光彩哨（全家便利商店）
- 2011年9月24日 90'鬧Now【預購版】CD+90摩登復古BB哨（全省唱片行）
- 2011年10月12日 90'鬧Now【平裝版】CD
- 2011年12月2日 90'鬧Now【特典酷樂版】CD+DVD(五首MV+幕後花絮)+96頁全彩自拍2012寫真精裝手記+少女in品牌“Brown Sugar紋身貼紙

## 音樂錄影帶
1. 有沒有（導演：比爾賈）
2. 一樣愛著你（導演：黃中平）
3. 不是故意（導演：比爾賈）
4. 看不見（導演：黃中平）
5. 鬧鬧Now

## 專輯總覽
| 第一張專輯 16未成年 | 第二張專輯 Twins | 第三張專輯 成人禮 | '第四張專輯 90'鬧Now' | 第五個作品 2020愛你愛妳 寫真 + EP | 第五張專輯 MY.遊樂園 | 第六張專輯 Cat and Mouse |